# 天主教代杜古教區
天主教代杜古教區（拉丁語：Dioecesis Deduguensis）是布基納法索一個羅馬天主教教區，屬博博迪烏拉索總教區。
教區的前身，即努納宗座監牧區成立於1947年6月12日，1955年9月14日升為教區。1975年12月3日教座遷至代杜古。2000年4月14日努納獨自升為教區。
教區包括布克萊迪穆翁大區東部。2006年有教友93,501人（佔轄區總人口8.1%）、十二個堂區、六十名司鐸。現任教區主教為猶達·比卡巴。